# Akebono Rock
Der Akebono Rock (englisch; japanisch あけぼの岩 Akebono-iwa, norwegisch Draggyfjellet, beides für Morgendämmerungsfelsen) ist ein gebirgsartiges Felsenkap an der Kronprinz-Olav-Küste des ostantarktischen Königin-Maud-Lands. Es liegt unmittelbar östlich der Mündung des Akebono-Gletschers sowie 47 km westlich der Carstensfjella.
Japanische Wissenschaftler kartierten es anhand von Vermessungen und Luftaufnahmen aus den Jahren von 1957 bis 1962. Sie benannten es 1963. Eine topographische Karte entstand danach anhand von Vermessungen aus den Jahren von 1972 bis 1978.